# Mary Poppins’ Rückkehr
Mary Poppins’ Rückkehr (Originaltitel: Mary Poppins Returns) ist ein Musik-/Fantasyfilm von Rob Marshall, der am 19. Dezember 2018 in die US-amerikanischen und am darauffolgenden Tag in die deutschen Kinos kam. Er ist eine Fortsetzung des Films Mary Poppins aus dem Jahr 1964 und basiert wie dieser auf einem Roman von P. L. Travers.

## Handlung
Die Handlung beginnt in London zur Zeit der Weltwirtschaftskrise. Jane und Michael Banks sind mittlerweile erwachsen geworden, Michael lebt immer noch im Kirschbaumweg mit seinen drei Kindern. Seine Schwester Jane ist auch gerade im Haus. Eines Tages – seine Frau ist im Jahr davor gestorben –  werden sie von der rätselhaften Mary Poppins besucht. Mit ihren einzigartigen magischen Fähigkeiten und unterstützt von ihrem Freund Jack hilft sie der Familie, ihre Lebensfreude neu zu entdecken.

## Produktion

### Stab und Besetzung

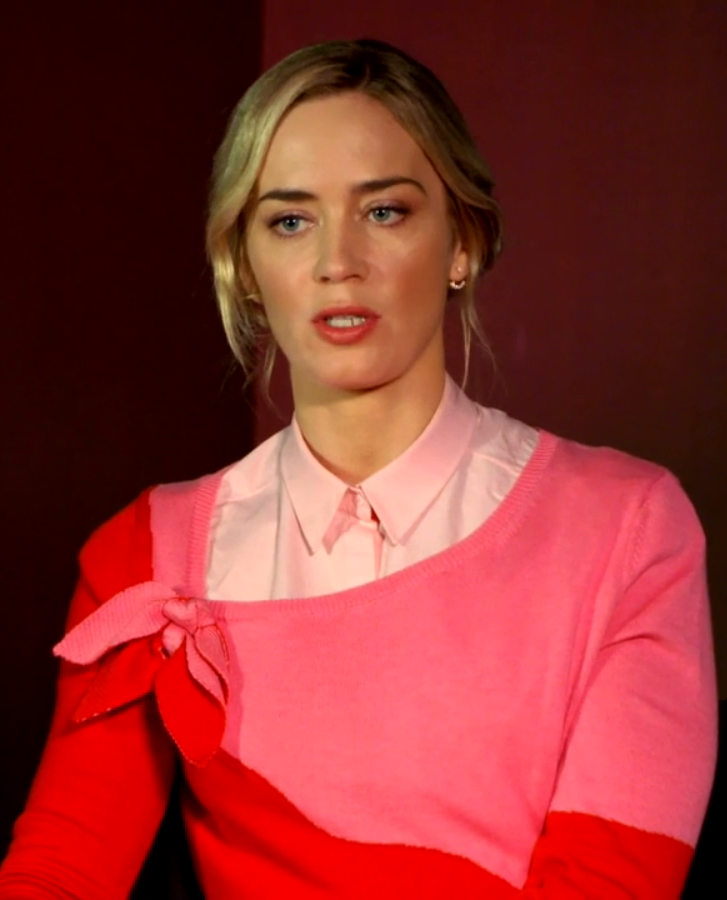
Hauptdarstellerin Emily Blunt

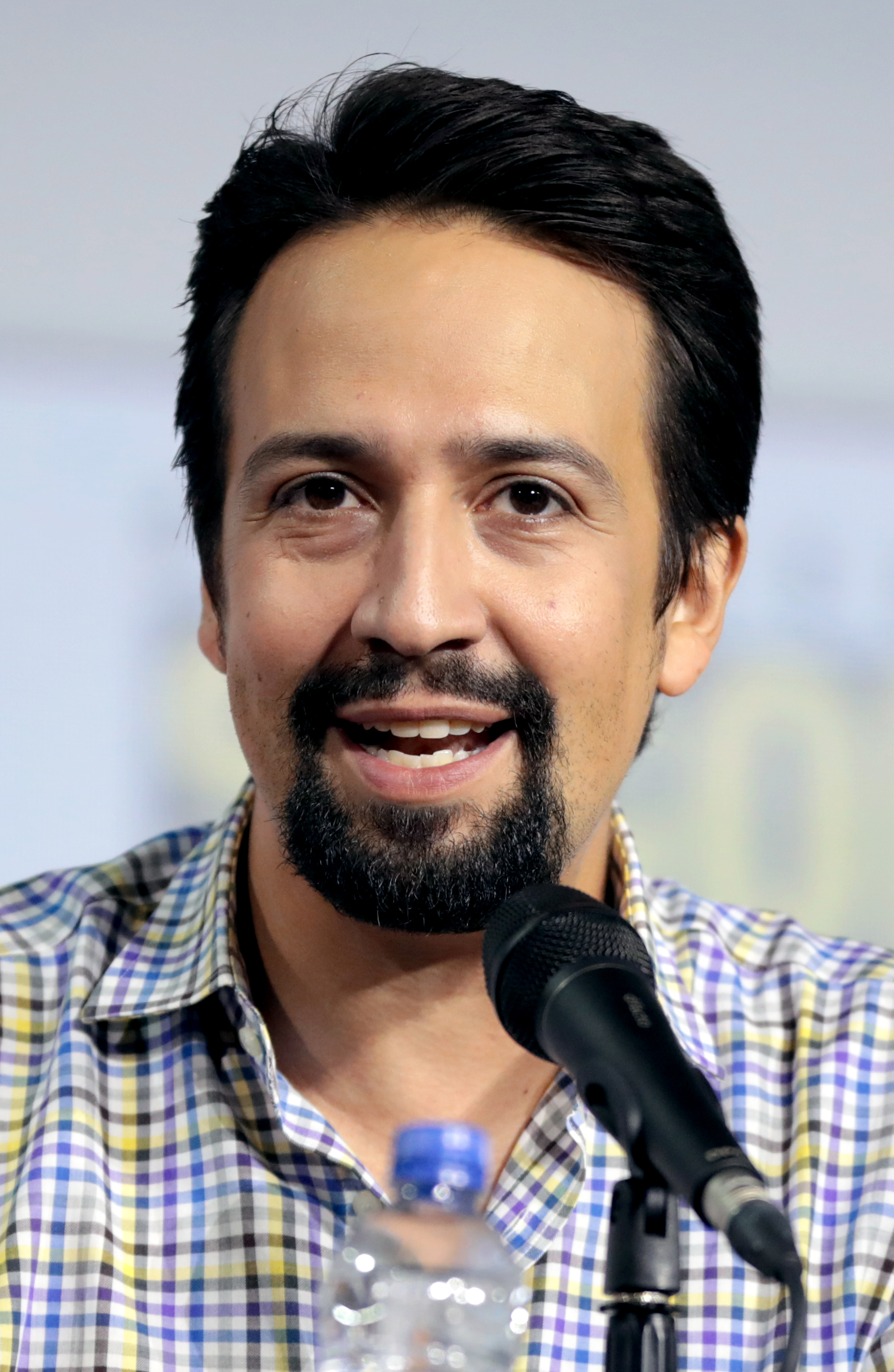
Lin-Manuel Miranda spielte Jack.

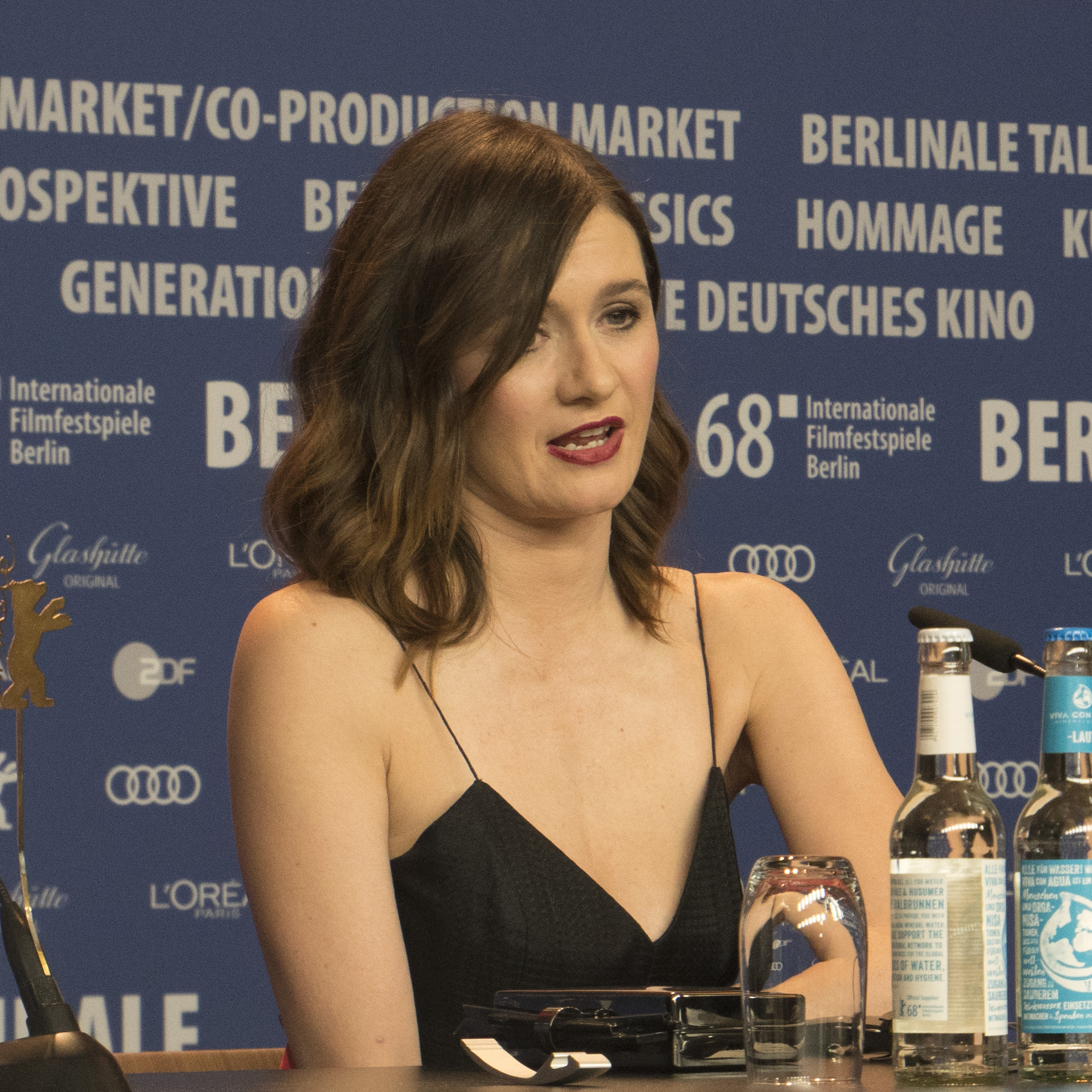
Emily Mortimer verkörperte Jane Banks.

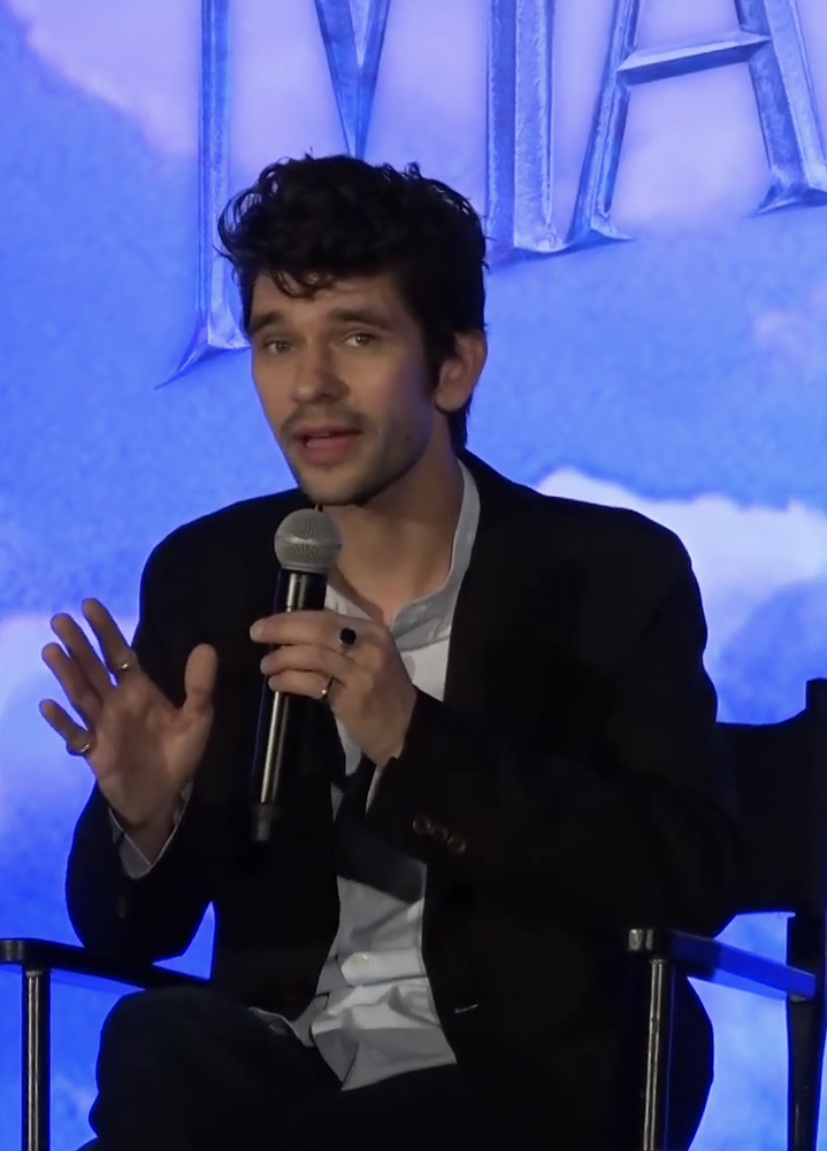
Ben Whishaw war der Darsteller von Michael Banks.

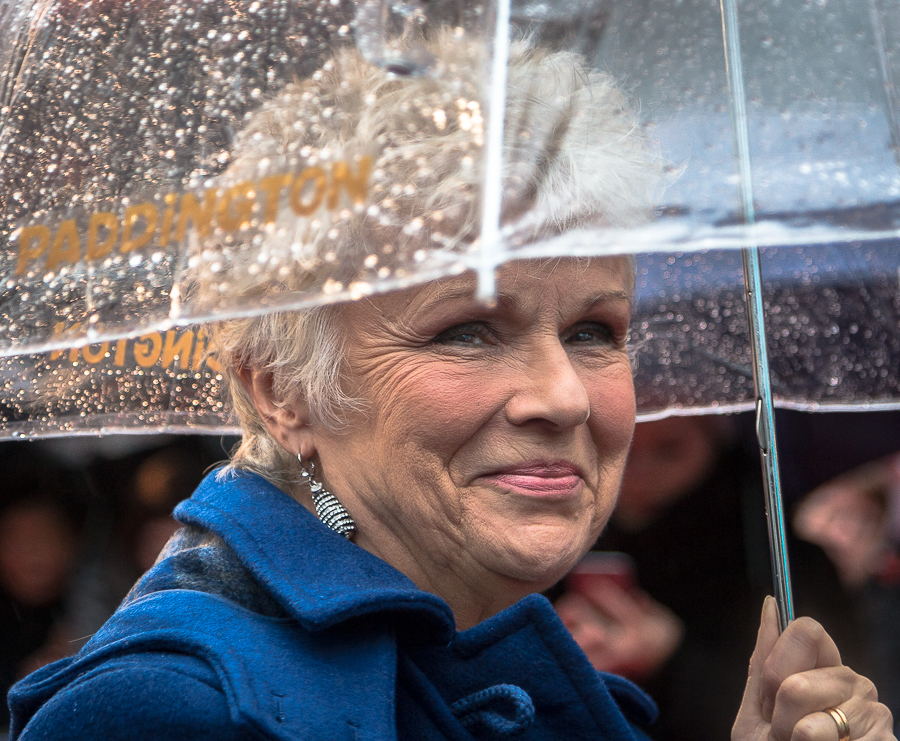
Julie Walters verkörperte die Haushälterin Ellen.

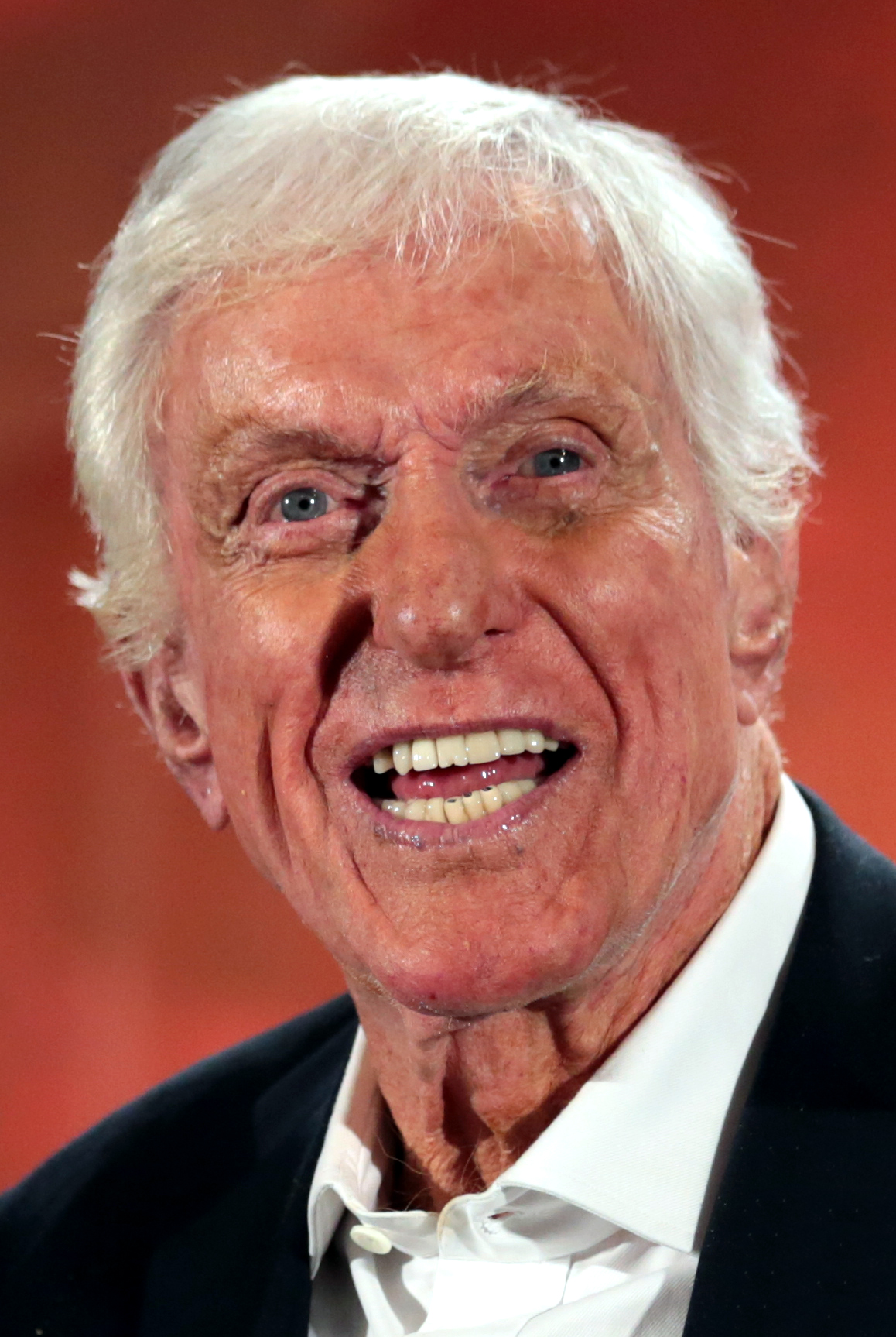
Dick Van Dyke wirkte schon in der Travers-Verfilmung von 1964 mit.

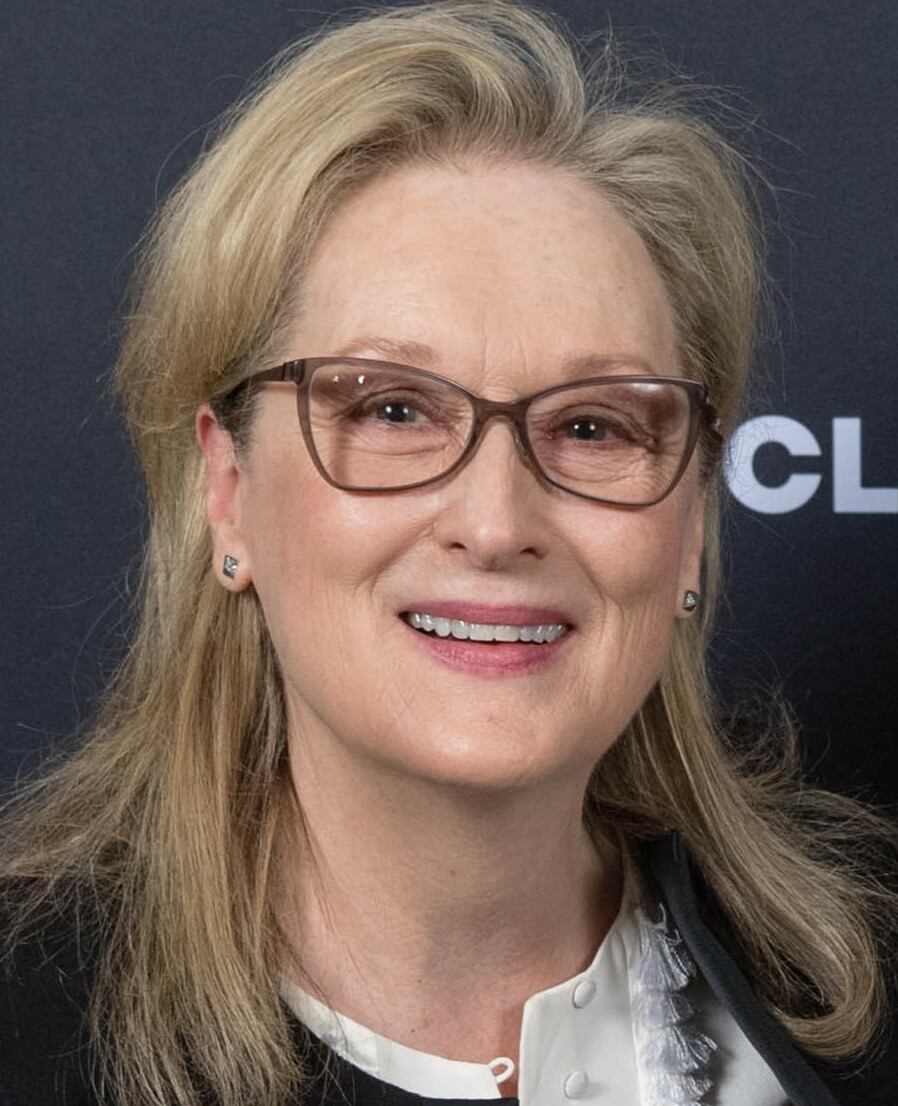
Meryl Streep spielte Mary Poppins’ exzentrische osteuropäische Cousine Tatiana Antanasia Cositori Topotrepolovsky, kurz Topsy, die eine Reparaturwerkstatt in London betreibt.

Regie führte Rob Marshall, das Drehbuch stammt von David Magee. Mit einem Abstand von 54 Jahren ist es eine der spätesten Fortsetzungen eines Spielfilms.
Die Titelrolle Mary Poppins übernahm Emily Blunt. Die Schauspielerin Julie Andrews, die im Film von 1964 als Mary Poppins zu sehen war, befürwortete die Besetzung dieser Rolle mit Blunt und sprach von einer wunderbaren Entscheidung. Dick Van Dyke, der 1964 Bert und Mr. Dawes senior spielte, ist in der Fortsetzung abermals zu sehen; er spielt darin Mr. Dawes junior. Auch Karen Dotrice, die in der Verfilmung von 1964 Jane Banks spielte, ist als Nebenrolle in dem Film zu sehen. Emily Mortimer und Ben Whishaw spielen Jane und Michael Banks, und Lin-Manuel Miranda spielt Mary Poppins’ Freund Jack. Meryl Streep übernahm die Rolle von Topsy.

### Dreharbeiten, Szenenbild und Kostüme
Die Dreharbeiten fanden in den Shepperton Studios im englischen Surrey und in London statt. In der Innenstadt von London drehte man Aufnahmen der Bank in der Threadneedle Street. Auch am Victoria Monument wurde gedreht. Kameramann war Dion Beebe, der für den Film Memoirs of a Geisha im Jahr 2005 einen Oscar erhielt. Szenenbildner waren John Myhre und Gordon Sim.
Kostümbildnerin war Sandy Powell.

### Filmmusik und Veröffentlichung
Die Filmmusik wurde von Marc Shaiman komponiert. Shaimans Originaltexte wurden hierfür von Scott Wittman überarbeitet und erweitert. Der Soundtrack zum Film wurde am 7. Dezember 2018 als Download und als CD veröffentlicht. Bereits vorab wurden Ende November 2018 zwei Songs von Walt Disney Records veröffentlicht.
Der Film kam am 19. Dezember 2018 in die US-amerikanischen und am darauffolgenden Tag unter dem Titel Mary Poppins’ Rückkehr am 20. Dezember 2018 in die deutschen Kinos. Seine Weltpremiere feierte der Film bereits am 29. November 2018 in Los Angeles.

## Synchronisation
Die deutsche Synchronisation entstand im Auftrag der FFS Film- & Fernseh-Synchron GmbH, München / Berlin nach einem Dialogbuch und unter der Dialogregie von Manuel Straube, die deutschen Liedtexte schrieb Nina Schneider, die musikalischen Aufnahmen leitete Thomas Amper in den Jamzone Studios, München.
| Darsteller            | Synchronsprecher                     | Rolle                                                |
| --------------------- | ------------------------------------ | ---------------------------------------------------- |
| Emily Blunt           | Bianca Krahl / Lisa Antoni           | Mary Poppins (Sprache) / Mary Poppins (Gesang)       |
| Lin-Manuel Miranda    | Sebastian Winkler                    | Jack (Sprache & Gesang)                              |
| Ben Whishaw           | Tobias Nath                          | Michael Banks (Sprache & Gesang)                     |
| Emily Mortimer        | Katrin Zimmermann / Ricarda Kinnen   | Jane Banks (Sprache) / Jane Banks (Gesang)           |
| Pixie Davies          | Tilda Kortemeier                     | Anabel Banks (Sprache & Gesang)                      |
| Nathanael Saleh       | Manik Gaschina / Semi Nizam          | John Banks (Sprache) / John Banks (Gesang)           |
| Joel Dawson           | Till Patz / Efthymios Konstantinidis | Georgie Banks (Sprache) / Georgie Banks (Gesang)     |
| Julie Walters         | Katharina Lopinski / Ulli Essmann    | Ellen (Sprache) / Ellen (Gesang)                     |
| Meryl Streep          | Dagmar Dempe / Marion Martienzen     | Cousine Topsy (Sprache) / Cousine Topsy (Gesang)     |
| Colin Firth           | Tom Vogt                             | William „Weatherall“ Wilkins / Wolf                  |
| Jeremy Swift          | Christian Gaul / Thomas Amper        | Gooding & Dachs (Sprache) / Gooding & Dachs (Gesang) |
| Kobna Holdbrook-Smith | Tim Sander                           | Frye / Wiesel                                        |
| Dick Van Dyke         | Bert Franzke                         | Mr. Dawes Jr. (Sprache & Gesang)                     |
| Angela Lansbury       | Monika John                          | Ballon-Frau (Sprache & Gesang)                       |
| David Warner          | Friedrich G. Beckhaus                | Admiral Boom                                         |
| Jim Norton            | Uli Krohm                            | Mr. Binnacle                                         |
| Tarik Frimpong        | Philipp Lind / Toby Heinz            | Angus (Sprache) / Angus (Gesang)                     |

## Rezeption

### Altersfreigabe
In Deutschland wurde der Film von der FSK ohne Altersbeschränkung freigegeben. In der Freigabebegründung heißt es: „Der Film vermischt in bunter und liebevoller, jederzeit kindgerechter Gestaltung sowie episodischer Erzählweise Real- und Animationsfilm-Elemente. Gut und Böse sind leicht zu unterscheiden, und die deutlich fiktionale Geschichte erschließt sich schon sehr jungen Zuschauern. Die positive Grundstimmung sorgt im Zusammenspiel mit viel Humor und den schwungvollen Gesangs- und Tanzeinlagen dafür, dass einzelne dramatische Momente keine beeinträchtigende Wirkung entfalten.“

### Kritiken und Einspielergebnis
Der Film konnte bislang 80 Prozent der Kritiker bei Rotten Tomatoes überzeugen und erhielt hierbei eine durchschnittliche Bewertung von 7,3 der möglichen 10 Punkte.
David Ehrlich von IndieWire schreibt, Emily Blunt sei spektakulär, eine Generation von Kindern, die mit den Minions aufgewachsen ist, werde sich bei dem Film jedoch schnell langweilen.
Auch Christoph Petersen von Filmstarts meint, Blunt sei in der Titelrolle schlichtweg phänomenal, und wenn sie beleidigt oder genervt tut und dabei auf unvergleichliche Weise mit den Augen rollt, könne man nur noch dahinschmelzen. Bei den Musicaleinlagen mache Blunt ebenfalls eine sehr überzeugende Figur, allerdings werde sie in diesen Szenen von ihrem Co-Star Lin-Manuel Miranda als Laternenanzünder Jack sogar noch übertroffen. Es fehle den Musical-Passagen insgesamt jedoch an Energie und den Songs an einem gewissen Ohrwurmfaktor, so Petersen weiter: „zwei Qualitäten, die das 1964er-Original mit A Spoonfull Of Sugar und Chim-Chim-Cheree noch im absoluten Überfluss besaß.“
Die Filmkritikerin Antje Wessels schreibt, trotz einer klaren weitererzählenden Ausrichtung fühle sich Mary Poppins’ Rückkehr in erster Linie wie ein Remake an, das vor allem mit jenen Songs gespickt ist, die in Ermangelung an Kreativität aus dem ersten Teil geflogen sind, und auch sonst sei wenig gelungen an diesem mit einigen technischen Finessen versehenen Realfilm-Zeichentrick-Märchen. Weiter erkennt Wessels ein Problem im Aufbau des Films: Bei „Dramaturgie und Message unterscheidet sich die Geschichte nur marginal von der aus Teil eins. Die angespannte politische Situation kurz vor dem Ersten Weltkrieg weicht der Angst vor der Wirtschaftskrise, doch ansonsten machen ausgerechnet Michael und Jane Banks, die es ja eigentlich besser wissen müssten, exakt die Fehler ihrer Eltern.“ Wessels resümiert, die Songs gingen nicht ins Ohr und trotz einer tollen Emily Blunt verabschiede sich die magische Nanny sang- und klanglos in die Bedeutungslosigkeit.
Die weltweiten Einnahmen des Films aus Kinovorführungen belaufen sich auf über 349 Millionen US-Dollar. In Deutschland verzeichnet er bisher 1.109.498 Besucher.

### Auszeichnungen (Auswahl)
Anfang Dezember 2018 wurde der Film für die Oscarverleihung 2019 in der Kategorie Beste visuelle Effekte nominiert. Ebenso befindet er sich in einer Shortlist in der Kategorie Beste Filmmusik und The Place Where Lost Things Go und Trip a Little Light Fantastic jeweils als Bester Song. Vom American Film Institute wurde er in die Top 10 der Filme des Jahres 2018 aufgenommen. Im Folgenden eine Auswahl von Nominierungen und Auszeichnungen im Rahmen weiterer Filmpreise.
Annie Awards 2018
- Auszeichnung in der Kategorie Best Animated Special Production
- Nominierung in der Kategorie Character Animation in a Live Action Production (Chris Sauve, James Baxter und Sandro Cleuzo)
- Nominierung in der Kategorie Character Design in an Animated Feature Production (James Woods)
- Nominierung in der Kategorie Production Design in an Animated Feature Production (Jeff Turley)
- Nominierung in der Kategorie Storyboarding in an Animated Feature Production (Ovi Nedelcu)[20][21]

Art Directors Guild Awards 2019
- Nominierung in der Kategorie Fantasy Film (John Myhre)[22]

Costume Designers Guild Awards 2019
- Nominierung in der Kategorie Period Film

Critics’ Choice Movie Awards 2019
- Nominierung als Bester Film
- Nominierung als Beste Hauptdarstellerin (Emily Blunt)
- Nominierung als Bester Schauspielerin – Filmkomödie (Emily Blunt)
- Nominierung für die Besten Kostüme (Sandy Powell)
- Nominierung für das Beste Szenenbild (John Myhre und Gordon Sim)
- Nominierung für die Beste Filmmusik (Marc Shaiman)
- Nominierung als Bester Song (The Place Where Lost Things Go)
- Nominierung als Bester Song (Trip a Little Light Fantastic)
- Nominierung für die Besten visuellen Effekte[23]

Golden Globe Awards 2019
- Nominierung als Bester Film – Komödie oder Musical
- Nominierung als Beste Hauptdarstellerin – Komödie oder Musical (Emily Blunt)
- Nominierung als Bester Hauptdarsteller – Komödie oder Musical (Lin-Manuel Miranda)
- Nominierung für die Beste Filmmusik (Marc Shaiman)[24]

Grammy Awards 2020
- Nominierung als Best Score Soundtrack For Visual Media (Marc Shaiman)[25]

Hollywood Music in Media Awards 2018
- Nominierung für die Beste Filmmusik – Science-Fiction-/Fantasyfilm (Marc Shaiman)[26]

Humanitas-Preis 2019
- Auszeichnung als Bester Familienfilm[27]

Make-Up Artists and Hair Stylists Guild Awards 2019
- Nominierung in der Kategorie Best Period and/or Character Makeup (Peter Robb-King und Paula Price)
- Nominierung in der Kategorie Best Period and/or Character Hairstyling (Peter Robb-King und Paula Price)

National Board of Review Awards 2018
- Aufnahme in die Top Ten Filme[28]

Palm Springs International Film Festival 2019
- Auszeichnung mit dem Ensemble Performance Award

Satellite Awards 2018
- Nominierung als Bester Film – Filmkomödie oder Musical
- Nominierung für den Besten Tonschnitt
- Nominierung als Bester Filmschauspieler – Filmkomödie oder Musical (Lin-Manuel Miranda)
- Nominierung als Beste Filmschauspielerin – Filmkomödie oder Musical (Emily Blunt)
- Nominierung als Bester Song (Can You Imagine That?)

Saturn-Award-Verleihung 2019
- Auszeichnung für die Beste Filmmusik (Marc Shaiman)
- Nominierung als Bester Fantasyfilm
- Nominierung als Beste Hauptdarstellerin (Emily Blunt)
- Nominierung als Bester Nebendarsteller (Lin-Manuel Miranda)
- Nominierung für die Beste Ausstattung (John Myhre)
- Nominierung für die Besten Kostüme (Sandy Powell)

Screen Actors Guild Awards 2019
- Nominierung als Beste Hauptdarstellerin (Emily Blunt)[29]